# لبأ

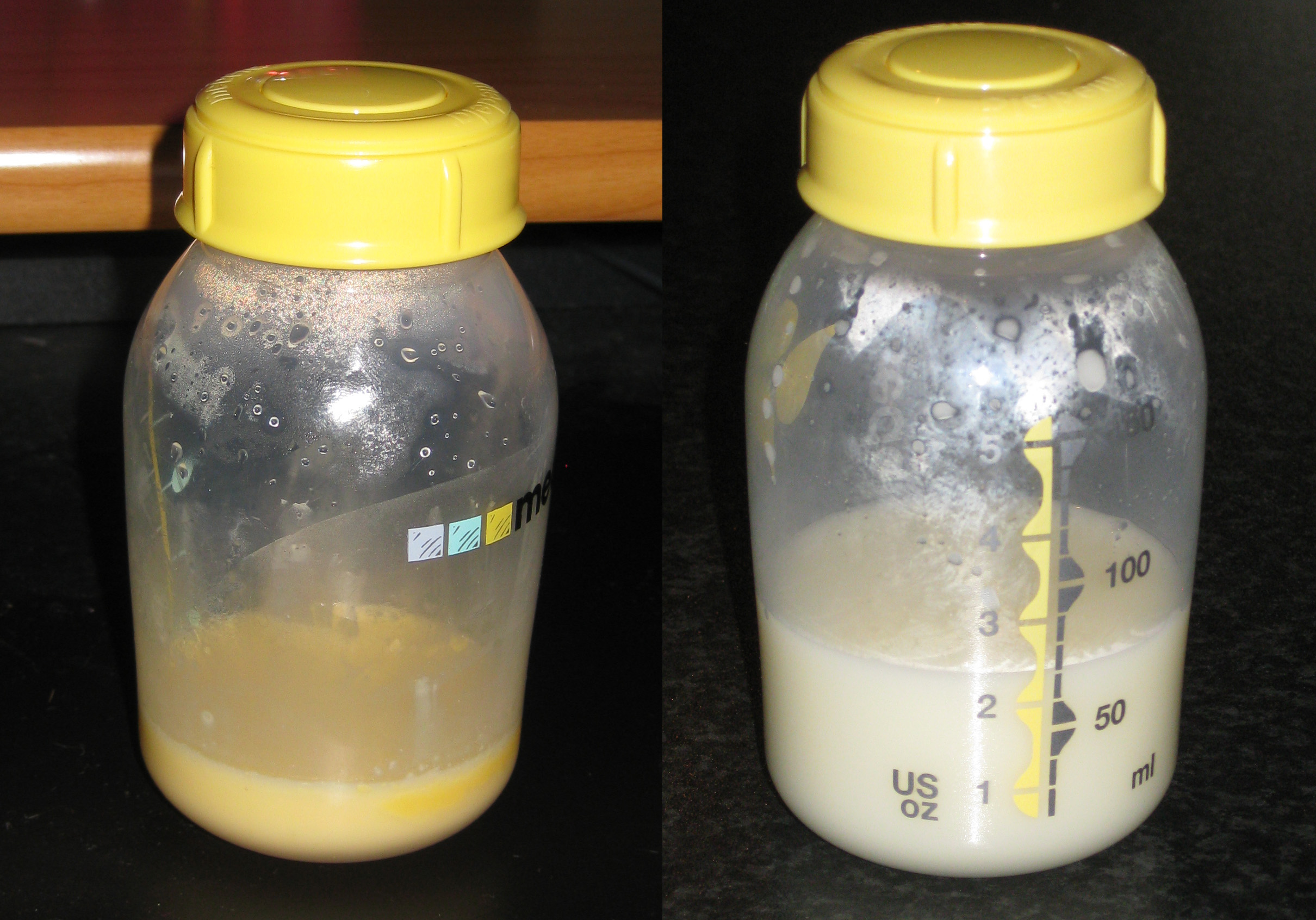
على اليسار حليب الثدي البشري المعصور في اليوم الرابع من الرضاعة، وعلى اليمين حليب الثدي المعصور في اليوم الثامن. يعطي اللبأ الحليب لونًا مصفرًا.

اللِّبَأُ (والسَّرْسُوبُ) أول الألبان عند الولادة. هو حليب يُنتج بواسطة الغدد الثديية من الثدييات في أواخر الحمل تحديدا قبيل الولادة. ويحتوي اللبأ على أجسام مضادة لحماية حديثي الولادة من الأمراض فضلا عن كونه يحتوي على كمية دهون أقل وكمية بروتينات أعلى مقارنة بالحليب العادي.
اللِبَأ: هي نفس الكلمة المستخدمة في السعودية لوصف هذا النوع من اللبن الحليب (لبا ولباة في لهجات القبائل الحضرية والبدوية في اقاليم السعودية كنجد واليمامة والحجاز وغيرها) وهي في مصر لبن السرسوب بالعامية المصرية، أول اللبن (الحليب) الذي يصدر من ثدي الأم بعد الولادة أو قبلها بقليل، وهو سائل ذو لون لبني مصفر غني بالبروتينات والأملاح وفقير إلى الدهن والكازيين.
و هو يتكون في الأيام الأولى بعد الولادة (3 – 4 أيام) وهو يتكون قبل اللبن الطبيعي. ويكون لبن السرسوب سائل سميك اصفر اللون ويحتوى على العديد من مضادات البكتريا والمواد المدعمة للمناعة والعناصر الهامة والضرورية للطفل التي لا تتواجد في أي نوع من الألبان الصناعية. ونظراً لكثافة محتواه من البروتين فإن لبن السرسوب عالي اللزوجة ويتدفق ببطء شديد مما يمكن الطفل الرضيع من تعلم كيف يرضع وكيف يربط بين عملية المص والبلع والتنفس.
بعد 3 – 4 أيام من الرضاعة يبدأ لبن السرسوب يتحول إلى مرحلة أخرى من اللبن يسمى اللبن المتوسِّط يستمر لمدة 10 أيام حتى يتحول إلى اللبن النَّضِيج الذي يعتبر المرحلة الأخيرة في تكوين لبن الأم.
و تبدأ كمية اللبن في التزايد تدريجيا تبعا للرضاعة، حيث أن عملية الرضاعة تنبه جسم الأم لتكوين المزيد من اللبن. لهذا ننصح الأم بالإكثار من الرضاعة والاعتماد كليا عليها لأنه كلما زادت الرضاعة كلما زادت كمية اللبن في ثدي الأم.
اللبأ له أهمية قصوى في حماية الرضع في أيامهم الأولى من الأمراض، ذلك لاحتواءه على قيمة غذائية عالية وعلى أضداد تعمل على حماية الجسم نظراً لعدم اكتمال نمو الجهاز المناعي للرضيع في هذه المرحلة.

## لبأ البشر
يعتبر اللبأ مناسب لحديثي الولادة لأن مكونات الجهاز الهضمي لديهم تعتبر صغيرة جدا ؛ حيث انه يحتوي على مواد مغذية بشكل مركز في كميات صغيرة. ويعتبر اللبأ ملين خفيف يساعد على نزول البراز الأول في حياة الطفل وهو ما يسمى بـ العقي حيث يتم التخلص من البيليروبين الزائد في جسم الرضيع الناتج من تكسر خلايا الدم الحمراء التي تنتج بكميات كبيرة عند الولادة نظرا لنقص حجم الدم فبذلك يساعد اللبأ على منع حدوث اليرقان.
يحتوى اللبأ على اجسام مضادة تسمى غلوبيولينات مناعية كالغلوبيولين المناعي-أ (IgA)، الغلوبيولين المناعي-ز (IgG) والغلوبيولين المناعي-م (IgM) في الثدييات. يتم امتصاص الغلوبيولين المناعي-أ من خلال النسيج المبطن للامعاء وينتقل خلال الدم ليتم افرازه على الاسطح المخاطية من النوع-1 الأخرى. هذه هي المكونات الرئيسية للنظام المناعي التًّكًيُّفي. ويحتوي اللبأ أيضًا على مكونات مناعية من مكونات النظام المناعي الفطري (الغريزي) مثل اللاكتوفيرين، اللايسوزايم، اللأكتوبروكسيديز، المتممات (المكملات) المناعية وعديدة البيبتيدات الغنية بالبرولين. وتوجد السيتوكينات أو المنشطات الالتهابية (ببتيدات رسولية صغيرة تتحكم بسير الجهاز المناعي) أيضًا في اللبأ وتشمل كلا من : الانترليوكينات (المثيرات الخلوية بين خلايا كريات الدم البيضاء)، عامل النخر الورمي، والكيموكينات ومكونات أخرى. يحتوي اللبأ أيضًا على عدد من عوامل النمو مثل عوامل النمو التي تشبه الانسولين الأول والثاني، عوامل النمو المحوِّلة ألفا وبيتا-1 و2، عوامل نمو الخلايا الليفية، عامل نمو طبقة البشرة، عامل النمو المحفز للخلايا المحببة والملتهمة، عامل النمو المشتق من الصفيحات، عامل نمو بطانة الأوعية الدموية، وعامل تحفيز المستعمرات الأول.
اللبأ غني جدا بالبروتينات وفيتامين-أ وكلوريد الصوديوم، ولكنه يحتوي على كربوهيدرات ودهون وبوتاسيوم بكميات اقل مقارنة بالحليب الطبيعي. أهم المكونات النشطة بيولوجيا في اللبأ هي عوامل النمو والعوامل المضادة للجراثيم حيث ان الأجسام المضادة في اللبأ توفر المناعة السلبية في حين أن عوامل النمو تحفز نمو وتطور الامعاء فعندما تصل هذه المركبات إلى حديث الولادة توفر له الحماية الأولى ضد الجراثيم.

## الشمندور
الشمندور ويسمى اللبئ أيضاً وهو الحليب متخثر يخرج من البقر أو الغنم عقب الولادة؛ وهو كالصمغة عند الإنسان.
يحوي الشمندور العديد من المواد المفيدة في المناعة والتغذية للحيوان الرضيع ويعد الشمندور غذاء جيد للإنسان كما يقي من العديد من الأمراض ويزيد من مناعة الجسم.

## في تربية الحيوانات
اللبأ مهم بالنسبة لحديثي الولادة في المواشي بسبب عدم استقبالهم لأي من مكونات المناعة السلبية من خلال المشيمة قبل الولادة، لذلك يجب تناول الأجسام المضادة التي يحتاجون لها. ويمكن أن يحدث انتقال المناعة عن طريق الفم من المعدة التي تتميز بكثرة المسامات فيها، وهذا يعني أن البروتينات الكبيرة (مثل الأجسام المضادة) يمكن أن تمر من خلال جدار المعدة. ويجب أن يتلقى الحيوان الوليد اللبأ خلال 6 ساعات من ولادته ليتم انتقال أقصى ما يمكن من الأجسام المضادة، رغم أن جدار المعدة يظل مفتوحا إلى 24 ساعة من العمر لكن يكون النقل أكثر محدودية.
عادة ما يقوم مربو الماشية بتخزين لبأ المواشي حيث يعتبرون أن لبأ المواشي في أماكن التربية أفضل من اللبأ من مصادر أخرى بسبب انه أُنتج بواسطة حيوانات معرضة بالفعل لمسببات الأمراض وبالتالي يحتوي لبأها على الأجسام المضادة لتلك المسببات. وقد أفادت دراسة ألمانية أن الأفراس كثيرة الولادة نتتج نقريبا 1 لتر من اللبا يحتوي على 70 غراما من الغلوبيولين-ز.
وتنتج الأبقار اللبأ للعجول حديثي الولادة، لكن في العديد من قطعان البقر الحلوب لا يسمح للعجول بالرضاعة ويتم اعطائهم اللبأ ثم الحليب في زجاجة ثم دلو.

## لبأ البقرة
التأكيدات التي تقول بأن استهلاك اللبأ من مصلحة الإنسان تحمل أكثر من علامة استفهام لأن معظم مكونات اللبأ بما في ذلك الأجسام المضادة وجميع البروتينات الأخرى تخضع لعملية الهضم في معدة البالغين. ومن ناحية أخرى فإن الغرض من اللبأ البقري هو أن يُستخدم لفائدة العجول الرضع فقط. فما زال هناك حاجة إلى أدلة تؤكد أن اللبأ يوفر فوائد للبالغين. الدراسات الحالية تشير إلى أن الرياضيين الذين يتناولون اللبأ البقري يعودون إلى بنيتهم السابقة بسرعة فضلا عن وجود زيادة في قوة الجهاز المناعي لديهم.
يعتبر اللبأ البقري (ومكوناته) آمن للاستهلاك البشري، إلا في حال وجود حساسية من اللاكتوز أو غيره من المكونات. وقد ساعد في العلاج أو الوقاية من العديد من الامراض.
روي أوسبورن وآخرون (2010) وجدوا أن لللبأ آثارا إيجابية للرياضيين حيث يساعدهم ليعودوا إلى بنيتهم السابقة ويزيد من إنتاج العضلات عند نخبة الرياضيين.
اللبا البقري من الأبقار التي تتغذى على المراعي تحتوي على غلوبيولينات مناعية محددة ضد مسببات امراض كثيرة، بما في ذلك الاشريكية القولونية، الكريبتوسبوريديوم بارفام، الشيغيلة الفلكسنرية، السالمونيلا، المكورات العنقودية، وفيروس روتا (الذي يسبب الإسهال عند الرضع.قبل إنتاج المضادات الحيوية كان اللبأ هو المصدر الرئيسي للغلوبيولينات المناعية التي تساعد على استخدامها لمكافحة العدوى. في الواقع، عندما قام ألبرت سابين بصنع أول لقاح فموي ضد شلل الأطفال فانه قد استخرج الغلوبيولينات المستخدمة من اللبأ البقري. عندما بدأت تظهر المضادات الحيوية فإن الاهتمام اللبأ قد تضاءل، ولكن الآن بعد أن ظهرت مقاومة بعض البكتيريا للمضادات الحيوية، فأن الاهتمام قد عاد مرة أخرى إلى بدائل طبيعية للمضادات الحيوية وهو اللبا.
استخدم بعض الرياضيين اللبأ في محاولة لتحسين أدائهم، تقليل الوقت اللازم ليعودوا إلى بنيتهم السابقة، ومنع الإصابة بالمرض خلال مستويات الأداء العليا. وقد تناول لاعبي المنتخب الأسترالي الأولمبي للسباحة اللبأ وفازوا بميداليات ذهبية أكثر من الصين في دورتي الألعاب الأولمبية 2000 و2004. لكن البحوث قد فشلت لتاكيد وجود تاثير لـ اللبأ على كتلة الجسم النحيل.
قد يترافق نقص عامل النمو الذي يشبه الانسولين الأول مع الخرف لدى كبار السن، على الرغم من عدم كشف السبب. وقد وجد أيضًا ان الاشخاص الذين يعانون من اضطرابات في الأكل يعانون أيضًا من نقص عامل النمو الذي يشبه الانسولين الأول بسبب سوء التغذية، في السمنة المفرطة. وقد يكون تناول اللبأ الغني بعامل النمو الذي يشبه الانسولين الأول مفيدا كجزء من برامج خفض الوزن. على الرغم من أن عامل النمو الذي يشبه الانسولين الأول لايتم امتصاصه بتركيبه إلا انه يقوم بتحفيز إنتاج عامل النمو الذي يشبه الانسولين الأول.
ويحتوي اللبأ أيضًا على مضادات للأكسدة، مثل اللاكتوفيرين والهيموبيكسين الذي يربط جزيء الهيم الحر في الجسم.

### اللبأ مفرط المناعة
كان إنتاج اللبأ مفرط المناعة محاولة مبكرة لزيادة فعالية اللبأ البقري الطبيعي من خلال تحصين الأبقار بأسباب ممرضة محددة والحصول على اللبأ بعد أن تلد تلك الابقار. في بداية الامر وجد أن الأجسام المضادة كانت موجهة تجاه المسببات المحددة (مولدات المضادات) التي استخدمت في لإنتاج اللبأ مفرط المناعة الأصلي. لكن بناء وبعد فحص دقيق وعلى سبيل المقارنة، فقد وجد أن مستويات الغلوبيولين المناعي-ز في اللبأ الطبيعي الموجه نحو 19 من مسببات معينة للأمراض البشرية كانت عالية كما هو الحال في اللبأ مفرط المناعة، وقد وجد ان اللبأ الطبيعي يحتوي على نسبة أعلى من الأجسام المضادة مقارنة باللبأ مفرط المناعة مفرط. لكن ترافيلان وهو دواء يستخدم لمنع الإصابة بالإسهال للمسافرين تم تصنيعه باستخدام هذا الأسلوب، ولقد وجد يمنع المرض في ما يصل إلى 90 ٪ من الناس.

### عديدة البيبتيدات الغنية بالبرولين
تم اكتشاف وجود هذه البيبتدات المناعية الصغيرة في اللبأ ومصادر أخرى مثل بلازما الدم في الولايات المتحدة وبولندا حيث سميت بأسماء مختلفة كالكولسترينين والسي ا ل ان وعديدة البيبتيدات الغنية بالبرولين. وقد وجد انها جزيء يعمل كموصل إشارة تؤثر ثاثيرا فريدا من خلال تحوير الجهاز المناعي حيث تقوم بتحفيزه عند التعرض لهجوم من مسببات الامراض وتثبيطه عندما يتم القضاء على المسبب أو تحييده. كان يعتقد في البداية انها تقوم بنقل المناعة من نظام مناعي لاخر، لكن وجد انها بشكل مبسط تقوم بتحفيز المناعة الخلوية.
أشارت دراسة نشرت في مجلة العلاج التجريبي والأورام عام 2006 م إلى أن عديدة البيبتيدات الغنية بالبرولين قد يكون لها تأثير على عملية الشيخوخة عن طريق الحد من حدوث طفرة تلقائية أو مكتسبة في الحمض النووي للخلايا. وبحثت الدراسة التي أجريت على كل من الخلايا البشرية وخلايا قوارض الهامستر تأثير عديدة البيبتيدات الغنية بالبرولين على وتيرة حدوث طفرات في الحمض النووي تلقائية كانت أو كانت ناجمة بسبب التعرض لمادة كيميائية أو فيزيائية وقد وجد ان الخلايا التي تم تعريضها للتاكسد كانت عديدة البيبتيدات تققل من وتيرة حدوث الطفرات التي تسببها أنواع الأكسجين التفاعلية النشطة بطريقة تعتمد على مدى الجرعة. ويتوقع ان ميزة عديدة البيبتيدات من خلال الحد من حدوث الطفرات تتحقق عن طريق آليات متعددة : خفض مستويات أنواع الأكسجين التفاعلية النشطة داخل الخلايا ومنع حدوث تلف وطفرات للحمض النووي من خلال زيادة كفاءة آليات إصلاح الحمض النووي الطبيعية.
وجد ان عديدة البيبتيدات الغنية بالبرولين الموجودة في اللبأ البقري أظهرت بعض النشاط ضد الأمراض المختلفة ومنها الالتهابات الفيروسية كالقوباء وفيروس نقص المناعة وكذلك الالتهابات البكتيرية والفطرية صعبة العلاج مثل التصادفية المتفطرة ومتفطرة السل، الكربتوسبورايدوسيس عند مرضى الإيدز، والمبيضات. أيضًا لأشكال مختلفة من السرطان مثل داء هودجكن، ساركوما العظم، سرطان البروستاتاوغيرها. وباعتبارها تساعد على تحوير الجهاز المناعي فإن عديدة البيبتيدات فعالة أيضًا في الامراض التي تتميز بنشاط مفرط للجهاز المناعي مثل الحساسية، الربو، وأمراض المناعة الذاتية.
لعديدة البيبتيدات بعض التأثير في أمراض الاعصاب، وخصوصا مرض الزهايمر، ولكن لم يظهر بعد على المدى البعيد تأثيره لتثبيط أو تأخير المرض. من خلال تجربة اكلينيكية محكمة على 106 من مرضى الزهايمر لأكثر من 30 أسبوعا اكتملت في عام 2002 م اظهرت النتائج مدى نجاعتها في نسبة كبيرة من المرضى الذين عولجوا. حيث ان حوالي 40 ٪ من المرضى الذين تناولوا عديدة البيبتيدات وجد لديهم تحسن أو استقرار في الحالة بعد 15 أسبوعا من العلاج استنادا إلى تحليل شامل للاستجابة للعلاج و33 ٪ من المرضى استمر لديهم التحسن والاستقرار بعد 30 أسبوعا من العلاج على الرغم من أن نسبة الاستفادة كانت أعلى قليلا في الـ 15 أسابيع من التجربة. وكان نظام الجرعات المستخدمة في التجربة 100 ميكروغرام من عديدة البيبتيدات تعطى يوم وتترك يوم لمدة ثلاثة أسابيع تليها فترة أسبوعين دون عديدة البيبتيدات.
هناك تقرير واحد عن استخدام عديدة البيبتيدات في المرضى الذين يعانون من الصرع المستعصي.